# Вторая жена (фильм, 1980)
«Вторая жена» — фильм венгерского режиссёра Марты Месарош. Оригинальное название «Наследие» (венг. Örökség), на других языках «Наследники» (фр. Les Héritières, англ. The Heiresses).

## Сюжет
Действие фильма начинается в Будапеште 1936 года.
Главная героиня Сильвия, жена офицера Акоша, наследует богатство своего отца — крупного промышленника и мечтает о ребёнке. Узнав о своём бесплодии, Сильвия предлагает мужу свою подругу Ирен Шимон ради продолжения рода.
В Книге Бытия есть примеры такого обычая, начиная с Сарры, предложившей Аврааму свою служанку Агарь, чтобы та родила ему детей (Быт. 16:2,3).
Мелодраматический любовный треугольник в фильме Марты Месарош завязывается под мелодию танго середины 1930-х годов.
Юная талантливая Ирен, с которой познакомилась богатая Сильвия, мечтает учиться живописи, но не имеет для этого финансовых возможностей. Ирен воспитывается в религиозной еврейской семье с набожным дядей. Когда Сильвия обратилась к ней с неожиданным предложением, Ирен сначала отказалась. Но за большое денежное вознаграждение Сильвии удалось уговорить Ирен и познакомить её с Акошем. Однако постепенно отношения между Ирен и Акошем переросли в настоящую любовь. Фильм заканчивается 1944 годом, когда венгерские евреи, уцелевшие в начале войны, были депортированы. Зрители фильма не видят концлагерей и пыток, но понимают, что ждёт Ирен, шагающую в неизвестность с пришитой к одежде жёлтой звездой.

## Главные роли
- Изабель Юппер — Ирен
- Лили Монори — Сильвия
- Ян Новицкий — Акош
- Пётр Скшинецкий — дядя Ирен
- Шандор Сабо[англ.] — отец Сильвии

В других ролях
Зита Перцель, Жолт Кёртвейешши, Витольд Хольц, Ева Дьюланьи, Золтан Янчо, Карой Меч, Каталин Шир, Золтан Гера, Отто Соколаи, Юдит Хернади.
Роли дублировали на русский язык
Ольга Гобзева, Вадим Спиридонов, Тамара Совчи, Владимир Балашов, Манефа Соболевская, Андрей Тарасов. Фильм дублирован на киностудии имени М. Горького в 1981 году.

## Отклики
В 1980 году фильм был номинирован на «Золотую пальмовую ветвь» Каннского кинофестиваля.
Киновед Александр Трошин — специалист по кинематографу Венгрии — посвятил этому фильму статью в журнале «Советский экран» (1981, № 15). Критик отметил подспудное включение исторических событий в судьбу трёх главных героев, которым поначалу, казалось бы, нет дела до внешнего мира, так как они целиком заняты выяснением своих интимных отношений. Но на смену кадрам любительского киноролика, который крутят в гостиной, приходит час, когда фашизм вносит зловещие коррективы в судьбы персонажей фильма.